# Johann Jakob Schertlin
Johann Jakob Schertlin (* 22. Juli 1784 in Dornstetten; † 18. Oktober 1855 in Ulm) war ein württembergischer Oberamtmann.

## Leben und Werk
Der Sohn eines Amtmanns machte eine Ausbildung zum Schreiber und arbeitete anschließend bis 1804 beim Oberamt Kloster Reichbach und beim Oberamt Waiblingen in diesem Beruf. Von 1804 bis 1810 studierte er Kameral-, Forst- und Rechtswissenschaften in Tübingen. 1810 war er als Advokat in Dornstetten tätig. Von 1811 bis 1813 war er provisorischer Amtmann und Amtsverweser beim Unteramt Dornstetten und 1813 provisorischer Aktuar beim Oberamt Balingen. Von 1813 bis 1834 wirkte er als Auditor und Regimentsquartiermeister, unter anderem beim Garnisonsbataillon Hohenasperg. 1834 bis 1836 leitete er als Oberamtsverweser und Oberamtmann das Oberamt Herrenberg und von 1836 bis 1851 das Oberamt Waldsee.  